# Mistrovství Československa v atletice 1965
Mistrovství Československa mužů a žen v atletice 1965 v kategoriích mužů a žen se konalo 24. července a 25. července v Zábřehu. 

## Medailisté

### Muži
| Soutěž                          | Zlato                                                                       | Stříbro                                                                        | Bronz                                                                          |
| 100 m                           | Vilém Mandlík 10.4                                                          | Jiří Kynos 10.5                                                                | Ladislav Kříž 10.6                                                             |
| 200 m                           | Vilém Mandlík 20.9                                                          | Jiří Kynos 21.2                                                                | Josef Trousil 21.2                                                             |
| 400 m                           | Josef Trousil 46.6                                                          | Jaromír Haisl 47.8                                                             | Zdeněk Matějka 47.8                                                            |
| 800 m                           | Tomáš Jungwirth 1:49.1                                                      | Petr Bláha 1:49.3                                                              | Jan Kasal 1:49.3                                                               |
| 1500 m                          | Josef Odložil 3:44.9                                                        | Miroslav Jůza 3:45.6                                                           | Tomáš Salinger 3:46.3                                                          |
| 5000 m                          | Karel Szotkowski 14:24.8                                                    | Jiří Stehlík 14:25.4                                                           | Milan Mader 14:26.6                                                            |
| 10 000 m                        | Josef Tomáš 29:55.4                                                         | Václav Chudomel 30:01.2                                                        | Václav Mládek 30:16.4                                                          |
| 110 m př.                       | Milan Čečman 14.2                                                           | Ivan Čierny 14.4                                                               | Jiří Černošek 14.8                                                             |
| 200 m př.                       | Milan Čečman 23.7                                                           | Ivan Čierny 23.9                                                               | Miroslav Jareš 24.1                                                            |
| 400 m př.                       | František Mandlík 52.0                                                      | Miroslav Jareš 52.7                                                            | Svatopluk Matolín 53.9                                                         |
| 3000 m př.                      | Petr Holas 8:55.2                                                           | Bohumír Zháňal 8:56.4                                                          | Pavel Faschingbauer 8:58.2                                                     |
| 4 × 100 m                       | Jan Kárný Miroslav Veruk Vít Schneider Ladislav Kříž RH Praha 41.7          | Miloš Holeček Otakar Faltus František Ortman Antonín Polášek Sparta Praha 41.8 | Juraj Zamba František Mikluščák Juraj Demeč Peter Zahradník Slávia Košice 41.9 |
| 4 × 400 m                       | Zdeněk Váňa František Mandlík Petr Bláha Tomáš Jungwirth Dukla Praha 3:10.5 | Miroslav Veruk Jaromír Šlégr Václav Baroch Josef Trousil RH Praha 3:11.1       | Josef Hegyes Jan Kasal Jaromír Berger Jaromír Haisl Slavia VŠ Praha 3:11.6     |
| Skok do výšky                   | Josef Krybus 206                                                            | Jan Veselý 203                                                                 | Rudolf Baudis 203                                                              |
| Skok o tyči                     | Rudolf Tomášek 490                                                          | Pavel Jindra 480                                                               | Jan Odvárka 460                                                                |
| Skok daleký                     | Jan Broda 745                                                               | Miroslav Hutter 734                                                            | Ján Solčány 728                                                                |
| Trojskok                        | Peter Nemšovský 16.22                                                       | František Křupala 15.89                                                        | Miroslav Lejsek 15.26                                                          |
| Vrh koulí                       | Jaroslav Šmíd 18.08                                                         | Jiří Skobla 17.83                                                              | Jaroslav Folkman 16.79                                                         |
| Hod diskem                      | Ludvík Daněk 60.60                                                          | Jiří Žemba 55.68                                                               | Karel Kalivoda 51.84                                                           |
| Hod kladivem                    | Josef Matoušek 64.70                                                        | Jaroslav Řehan 61.68                                                           | Josef Málek 60.18                                                              |
| Hod oštěpem                     | Josef Dušátko 74.94                                                         | Miloš Vojtek 74.54                                                             | Václav Wurm 68.45                                                              |
| 20 km chůze                     | Vilém Švajda 1:34:25.4                                                      | Jaroslav Fiala 1:35:56.8                                                       | Alexander Bílek 1:37:38.8                                                      |
| Desetiboj Prostějov 7.–8.8.1965 | Milan Kotík 6836 bodů                                                       | Pavel Kurfürst 6727 bodů                                                       | Jan Mádr 6709 bodů                                                             |

### Ženy
| Soutěž                          | Zlato                                                                        | Stříbro                                                                                    | Bronz                                                                            |
| 100 m                           | Vlasta Přikrylová 12.0                                                       | Alena Hiltscherová-Stolzová 12.0                                                           | Eva Kucmanová 12.1                                                               |
| 200 m                           | Libuše Eichlerová 25.0                                                       | Jitka Potrebuješová 25.6                                                                   | Marta Kobzová 26.1                                                               |
| 400 m                           | Libuše Eichlerová 55.5                                                       | Libuše Macounová 55.8                                                                      | Marie Brabcová 57.8                                                              |
| 800 m                           | Dobroslava Žáková 2:08.1                                                     | Marie Ingrová 2:08.1                                                                       | Jaroslava Jehličková 2:10.2                                                      |
| 80 m př.                        | Alena Schusterová 11.4                                                       | Anna Zábršová 11.4                                                                         | Vlasta Vlachová 11.6                                                             |
| 4 × 100 m                       | Jitka Labuťová Eva Rubešová Emilie Foltová Eva Mikynová Slavia VŠ Praha 48.6 | Danuše Vandrolová Vlasta Horklová Marta Kovalčíková Bohumila Bednářová VŽKG Vítkovice 48.9 | Margita Beníková Nataša Nyklová Jana Zemanová Eva Tomášová Spartak Vrchlabí 49.7 |
| Skok do výšky                   | Radmila Hušková-Zavadilová 163                                               | Mária Faithová 160                                                                         | Věra Bernardová 155                                                              |
| Skok daleký                     | Eva Kucmanová 613                                                            | Hana Trejbalová 580                                                                        | Jiřina Juroszková 575                                                            |
| Vrh koulí                       | Ludmila Jamborová 14.84                                                      | Milena Fraňková 13.98                                                                      | Milada Hebrová 13.63                                                             |
| Hod diskem                      | Jiřina Němcová 52.87                                                         | Štěpánka Mertová 50.61                                                                     | Marie Šimánková 49.28                                                            |
| Hod oštěpem                     | Vlasta Hrbková 49.06                                                         | Ludmila Hermanová 46.78                                                                    | Anna Pfingstnerová 45.20                                                         |
| Pětiboj Prostějov 7. – 8.8.1965 | Jitka Potrebuješová 4458 bodů                                                | Alena Schusterová 4179 bodů                                                                | Jiřina Juroszková 4179 bodů                                                      |